# Walter Hoefig
Walter Hoefig (* 18. Januar 1889 in Hamburg; † 27. Mai 1918 in Nieder Neuendorf) war ein deutscher Flugpionier und als solcher einer der Alten Adler.
Walter Paul Carl Julius Hoefig war der Sohn des Hamburger Zollbeamten George Paul Hoefig und der Margarethe Hoefig, geborene Emmerich. Am 8. November 1913 erhielt Walter Hoefig auf einem Kondor-Doppeldecker auf dem Flugplatz Gelsenkirchen-Rotthausen das deutsche Flugzeugführerpatent Nr. 585. Nach dem tödlichen Flugunfall von Theodor Schauenburg im Mai 1917 flog Hoefig als Pilot für die Flugzeugfabrik der AEG in Hennigsdorf. Am 27. Mai 1918 stürzte Walter Hoefig östlich des Flugplatzes Nieder Neuendorf in der Nähe des Bahnhofes mit einem AEG-Flugzeug tödlich ab.